# Dan Flavin

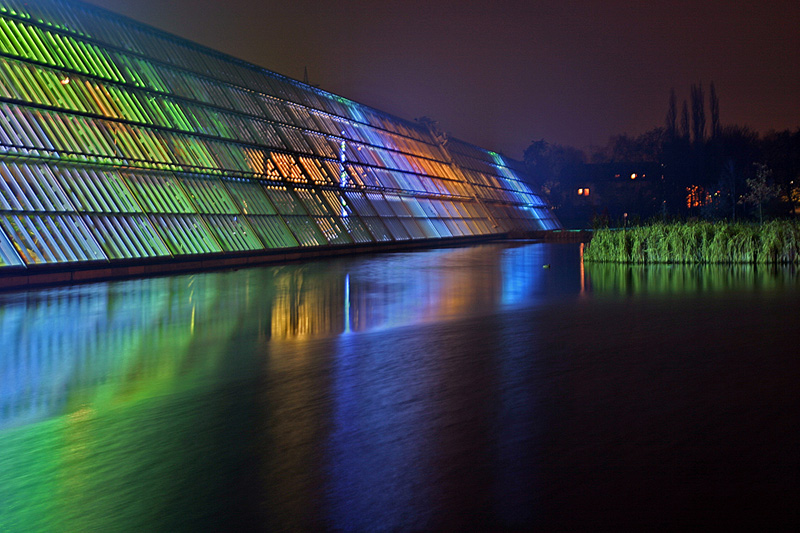
Neonljusinstallation i "Wissenschaftspark Gelsenkirchen" i Tyskland 1994

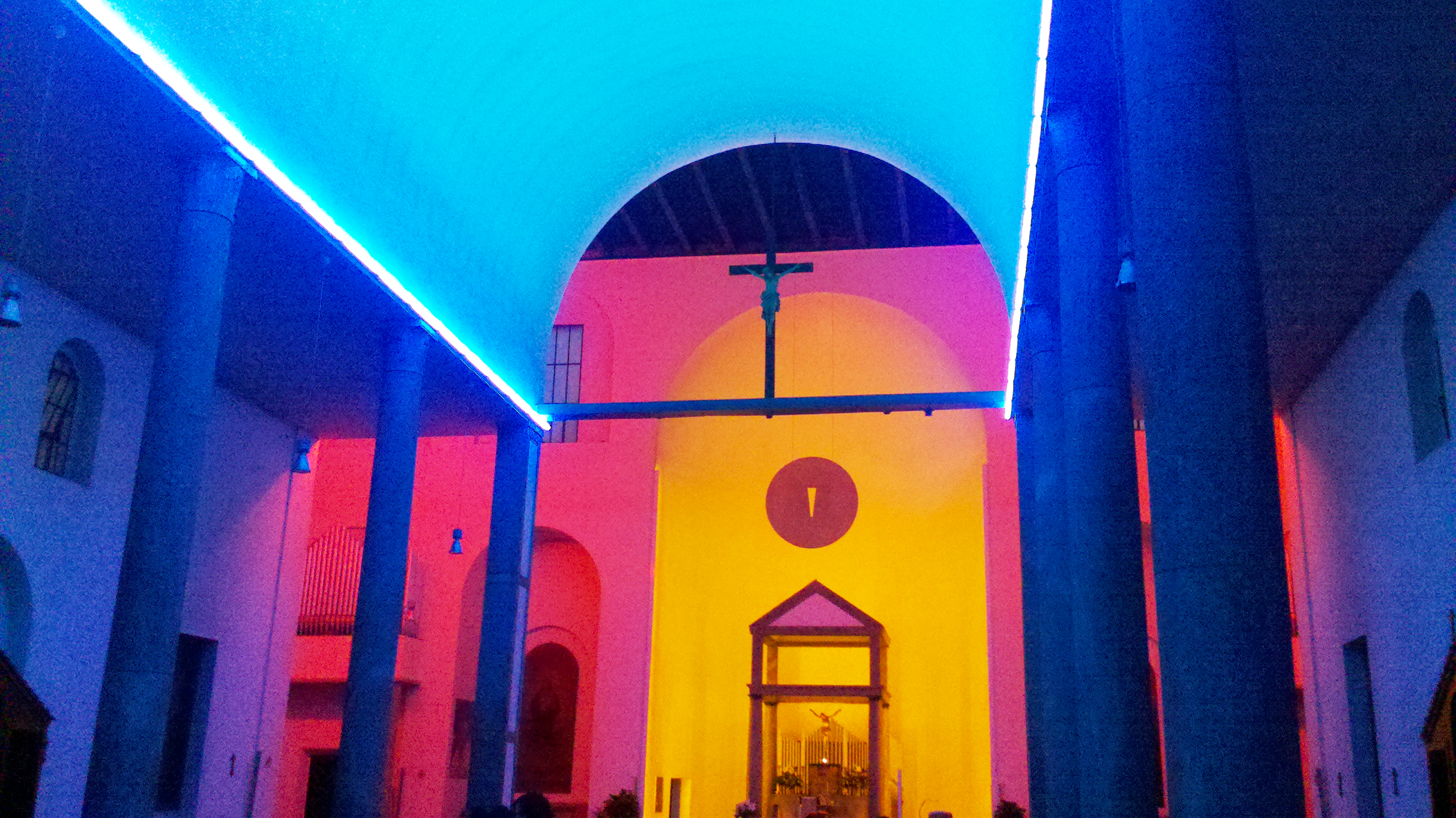
Chiesa Rossa i MIlano

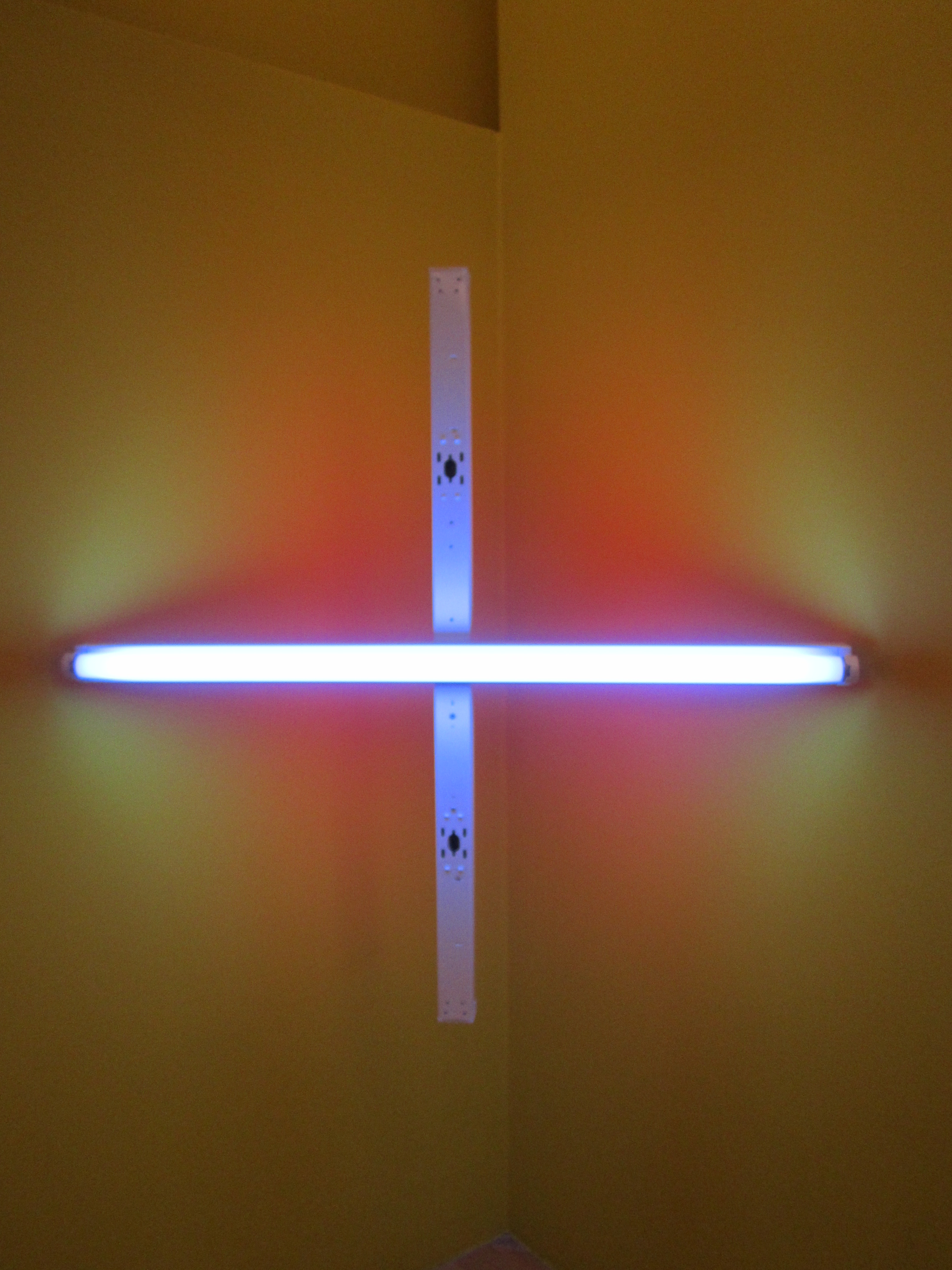
Untitled (Corner Piece) i Tate Liverpool

Dan Flavin, född 1 april 1933 i New York i USA, död 29 november 1996 i New York, var en amerikansk skulptör inom minimalismen.
Som minimalistisk skulptör hade Flavin neonljus som sitt specifika uttrycksmedel. Han har använt sig av vita och färgade fluorescerande ljusanordningar upphängda vertikalt på väggar, ibland i fristående "gränsstrukturer", och runt hörn för att lösa upp och omforma rummet, medan åskådaren hela tiden engageras och blir tvungen att på nytt pröva sin inställning till det slutna rummet.
Dan Flavin är representerad på konstmuseet Moderna museet i Stockholm.